# Basale Transkription
Als basale Transkription bezeichnet man in der Genetik eine geringe Transkription von Genen in Abwesenheit von regulierenden Aktivatoren oder Repressoren der Genexpression. Dabei erfolgt eine spontane Bindung der RNA-Polymerase an einen Promotor in Abwesenheit von regulierenden Aktivatoren oder Repressoren und führt zu einer konstitutiven, meist sehr schwachen, basalen Transkription. Ihre Stärke hängt allein von der Bindungsaffinität der RNA-Polymerase zur jeweiligen Promotorsequenz ab. Die Art der Initiation der Transkription ist dabei bei Eukaryoten, Bakterien und Archaeen jeweils unterschiedlich.

## Eigenschaften
Die Basaltranskription hat in der Natur die Funktion, eine Synthese eines minimal-notwendigen Proteoms sicherzustellen, z. B. zur Induktion der Genexpression in einer Zygote oder um einen Basissatz notwendiger Proteine in einer Zelle sicherzustellen.
Eine Basaltranskription ist in der Biotechnologie, der Genetik oder der Virologie bei manchen Versuchen unerwünscht. Bei der Erzeugung eines für das Expressionssystem toxischen rekombinanten Proteins verstirbt ein transgener Organismus (z. B. Escherichia coli, Saccharomyces cerevisiae oder Zelllinien) vor der Erzeugung größerer Mengen eines toxischen rekombinanten Proteins. Daher ist es ein Ziel des Vektordesigns, eine Undichtigkeit (engl. leakiness) der Regulation eines Promotors zu vermindern und somit eine Induktion der Produktion des toxischen Proteins erst nach Heranwachsen der Organismen zu erreichen.
In der Virologie ist bei latenten Viren die Basaltranskription neben einer durch virale und zelluläre Proteine erzeugten Induktion ein weiterer Mechanismus zur Reaktivierung nach einer Viruslatenz.